# Salomé Zurabishvili
Salomé Zurabishvili (en georgiano: სალომე ზურაბიშვილი; en francés: Salomé Zourabichvili; París, 18 de marzo de 1952) es una política franco-georgiana, hija de exiliados y antigua diplomática francesa que se desempeñó como presidenta de Georgia desde 2018 hasta 2024, siendo la primera mujer en ocupar este puesto. Como resultado de los cambios constitucionales que entraron en vigor en 2024, Zurabichvili es la última presidenta elegido por votación directa que Georgia verá en el futuro previsible; con arreglo a las nuevas normas constitucionales, los jefes de Estado deben ser elegidos indirectamente por un colegio parlamentario de electores.
Después de desacuerdos con el entonces partido gobernante de Georgia, el Movimiento Nacional Unido, en 2006 Zurabichvili fundó su propio partido político, que dirigió hasta 2010. Finalmente, fue elegida para el Parlamento de Georgia en 2016 como independiente. En 2018, Zurabichvili se postula a la presidencia como candidato independiente y prevaleció en una segunda vuelta contra el candidato del Movimiento Nacional Unido, Grigol Vashadze. Durante su campaña presidencial, Zurabichvili fue respaldada por el partido gobernante Sueño Georgiano; sin embargo, tras la crisis política de 2020-2021, Zurabichvili se alejó cada vez más del gobierno georgiano, una brecha que empeoró tras las protestas georgianas de 2023. El conflicto interinstitucional finalmente llevó al Parlamento a iniciar un procedimiento de juicio político contra Zourabichvili en septiembre de 2023, pero no lograron reunir los votos suficientes para destituirla.

## Primeros años
Pertenece a una familia ilustrada de Georgia. Sus abuelos abandonaron el país en 1921 cuando llegó el Ejército Rojo. Su madre Zeïnab Kedia nació durante el exilio en Estambul y llegó a Francia a los cuatro años. Su padre Lévan Zourabichvili, ingeniero y expresidente de la Asociación Georgiana en Francia, tenía catorce años cuando llegó también a este país.
Salomé nació en París en 1952. Se diplomó en el Instituto de Estudios Políticos de París en 1972 y posteriormente realizó un máster en la Universidad de Columbia (1972-1973)

### Carrera diplomática
En 1974 se incorporó al ministerio francés de Asuntos Exteriores. Fue tercera secretaria en la embajada de Francia en Roma de 1974 a 1977, posteriormente segunda secretaria en la misión permanente de Francia en Naciones Unidas hasta 1980 cuando regresa a París, donde trabaja en el centro de análisis del Ministerio de Asuntos Exteriores.
En 1984 fue nombrada primera secretaria de la embajada de Francia en Washington. También ocupa otros cargos en las embajadas de Francia en Yamena (Chad), en la misión permanente de Francia en la OTAN en Bruselas, en la Unión Europea, etc. También fue la coordinadora del Grupo de Expertos que asisten al Consejo de Seguridad de las Naciones Unidas en el Comité de Sanciones contra Irán.

### Regreso a Georgia
Viajó por primera vez a Georgia en 1986 y 17 años después, de 2003 a 2005 fue embajadora extraordinaria y plenipotenciaria de Francia en Georgia. 

## Carrera política

### Ministra de Asuntos Exteriores de Georgia
El 18 de marzo de 2004, el presidente de Georgia, Mikheil Saakashvili, la eligió para ser ministra de Relaciones Exteriores del gobierno de Zurab Shvania siendo la primera mujer en asumir este puesto en Georgia. Posteriormente recibió la nacionalidad georgiana con una votación específica del Parlamento que le permite conservar su nacionalidad francesa. Fue destituida el 20 de octubre de 2005 por el primer ministro Zurab Noghaideli. Zurabishvili denunció que Rusia estaba detrás de su despido.

### Partido «Camino de Georgia»
En 2006 fundó el partido político «Camino de Georgia» (sakartvelos gza). La formación participó en las elecciones municipales de octubre siguientes, en particular en Tbilisi, donde obtuvo el 3 % de los votos.
En octubre de 2007, el partido se unió a la coalición de la oposición. También participó en las elecciones presidenciales de 2008, donde Salomé Zourabichvili figuró en la lista del candidato de la oposición Levan Gachechiladze como candidata para el puesto de primera ministra. Este tándem obtuvo más del 25 % de los votos en elecciones altamente disputadas. El partido participó en la coalición de la oposición en las elecciones parlamentarias de 2008, ganadas en gran parte por el partido gobernante, pero Salomé Zourabichvili no pudo presentarse debido a la ley georgiana que establece un período mínimo de residencia de diez años.
En su libro La tragedia georgiana, describió el régimen del presidente Saakashvili como "una parodia de la democracia".
En noviembre de 2010, dejó la presidencia de la vía georgiana en favor de Kakha Seturidze.

### Diputada
En las elecciones parlamentarias de 2016, ganó el 67,6 % de los votos emitidos en la segunda ronda de votaciones en la circunscripción 1 de Tbilisi (Mtatsminda), donde se presentó como candidata independiente apoyada por el Sueño Georgiano contra la candidata del Movimiento Nacional Unido.
En las elecciones presidenciales de Francia 2017 su firma se sumó a la de 60 diplomáticos franceses apoyando a Emmanuel Macron.

### Elecciones presidenciales de 2018
Dado que la Constitución de Georgia prohíbe que quien asume la presidencia del país tenga doble nacionalidad, renuncia a su nacionalidad francesa para participar en las elecciones presidenciales de Georgia en 2018. Se presentó como candidata independiente, aunque contó con el apoyo de Sueño Georgiano el partido en el poder. En la escena internacional, Libération señaló que "su posición ambivalente merece ser descrita como pro rusa por los europeos y pro-europea por los partidarios de un acercamiento con Rusia": de hecho, se dice "europea" y "multiplica los gestos simbólicos en este sentido", mientras declara públicamente que su país fue responsable del estallido de la Segunda Guerra de Osetia del Sur.
En la primera vuelta que tuvo lugar el 28 de octubre de 2018 quedó en primer lugar con el 39 % de los votos. En la segunda vuelta realizada el 28 de noviembre de ese mismo año, obtuvo el 60 % de los votos, siendo electa presidenta de Georgia.

## Presidencia

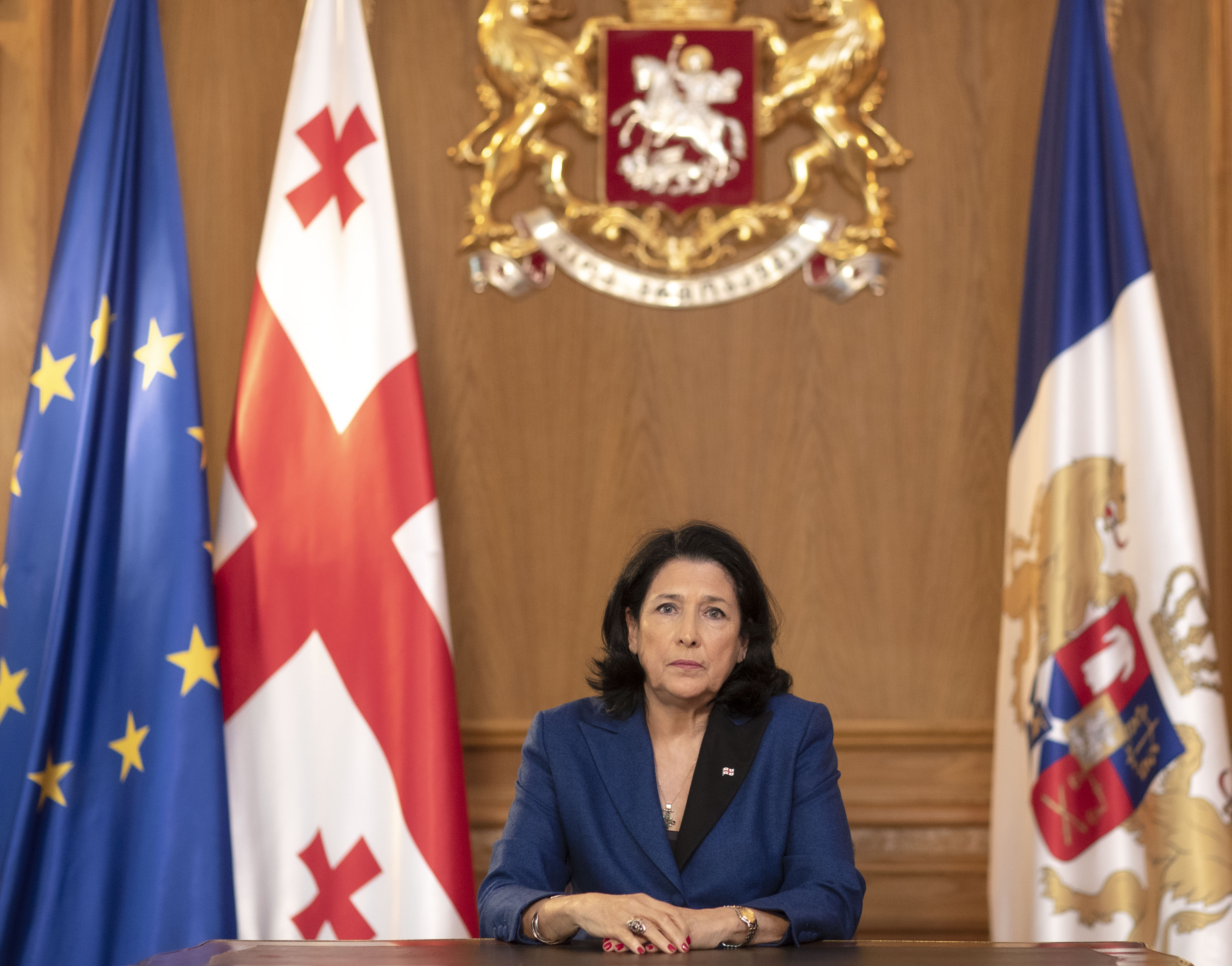
Discurso a la nación de Zurabichvili, 9 de abril de 2020.

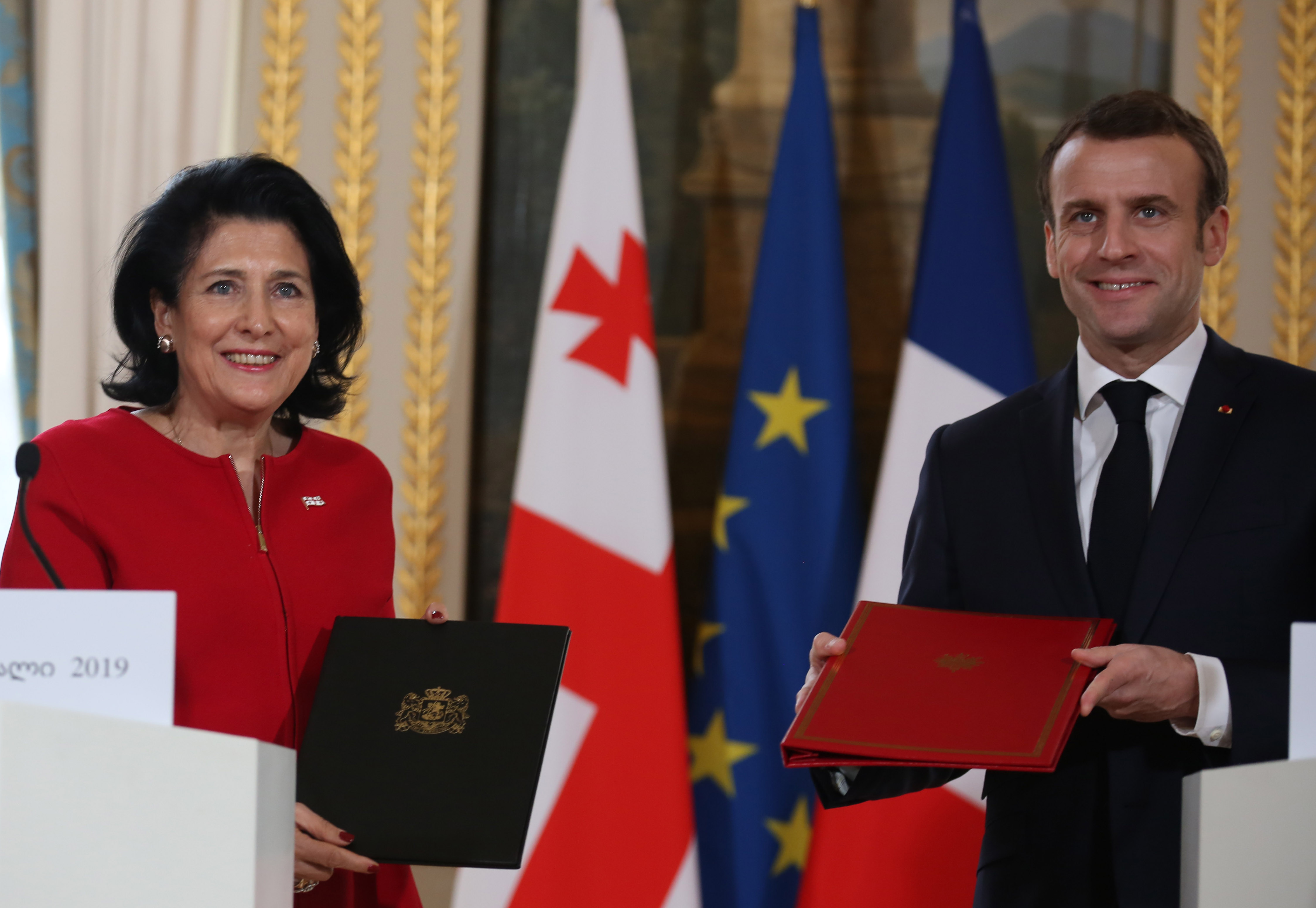
Zurabichvili junto al presidente francés, Emmanuel Macron.

### Juramentación
El 16 de diciembre de 2018 se celebró en el Palacio Erekle II de Telavi la toma de posesión del quinto presidente de Georgia. Zurabichvili vistió para la ceremonia un conjunto blanco y rojo, los colores de la bandera de Georgia, diseñado por Jaba Diasamidze, un diseñador georgiano que trabaja en Francia. La presidenta electa fue trasladada en coche al palacio, sus hijos, Teimuraz y Ketevan Gorgestani la acompañaron hasta la alfombra roja.
Al evento asistieron un total de 1.800 invitados. Por decisión de los organizadores, todos los invitados, excepto aquellos con problemas de salud, se pusieron de pie. Entre los presentes en la inauguración se encontraban el cuarto presidente de Georgia, Giorgi Margvelashvili, y su esposa, el Patriarca de toda Georgia, Ilia II, el presidente de Armenia, Armen Sarkissian, el ex presidente de Francia, Nicolas Sarkozy y representantes de otras delegaciones.
Como presidente, Zurabichvili heredó una nueva Constitución que entró en vigor el día de su toma de posesión y que eliminó significativamente varios poderes de la Presidencia, volviéndose exclusivos del Parlamento y la Oficina del primer ministro. Sin embargo, esto no le impidió utilizar su cargo para hacer decisiones históricamente importantes, incluida una nueva investigación sobre la controvertida muerte de Zviad Gamsakhurdia, el primer presidente del país, en 1993.

### Política interna
El primer informe anual de Zurabichvili como Presidente fue presentado en la novena convocatoria del Parlamento el 6 de marzo de 2019. La facción Georgia Europea no asistió al discurso del presidente. En su discurso, Zurabichvili se centró en sus visitas al extranjero.
El 20 de abril de 2021, Zurabichvili organizó una cena oficial de honor con el presidente del Consejo Europeo, Charles Michel. En la cena en el Palacio Presidencial estuvieron presentes representantes del equipo gobernante, así como de los partidos de la oposición que firmaron el acuerdo negociado por Charles Michel. A la cena asistieron el embajador de la UE en Georgia, Carl Hartzell, y la embajadora de los EE. UU., Kelly Degnan. Con la firma del documento de Charles Michel, los representantes de la oposición y del gobierno hicieron concesiones políticas.

#### Pandemia de Covid-19
El 10 de marzo de 2020, la presidente Zurabichvili canceló sus visitas programadas a Bulgaria, Bélgica y Ucrania debido a la amenaza del COVID-19. El 21 de marzo de ese año declaró el estado de emergencia en el país. El estado de emergencia debía durar un mes, aunque el 21 de abril de 2020 el presidente firmó una prórroga hasta el 21 de mayo.
El 22 de diciembre de 2020, Zurabichvili recibió a Hans Kluge, Director de la Oficina Regional de la OMS para Europa, en el Palacio Orbeliani. Durante la reunión se discutieron las medidas sanitarias adoptadas por Georgia durante la pandemia y cuestiones relacionadas con la vacuna para la COVID-19. El 26 de enero de 2021, Zurabichvili se reunió con Toivo Klaar, copresidente de las conversaciones internacionales de Ginebra, representante especial de la UE para el Cáucaso Meridional y la crisis en Georgia.

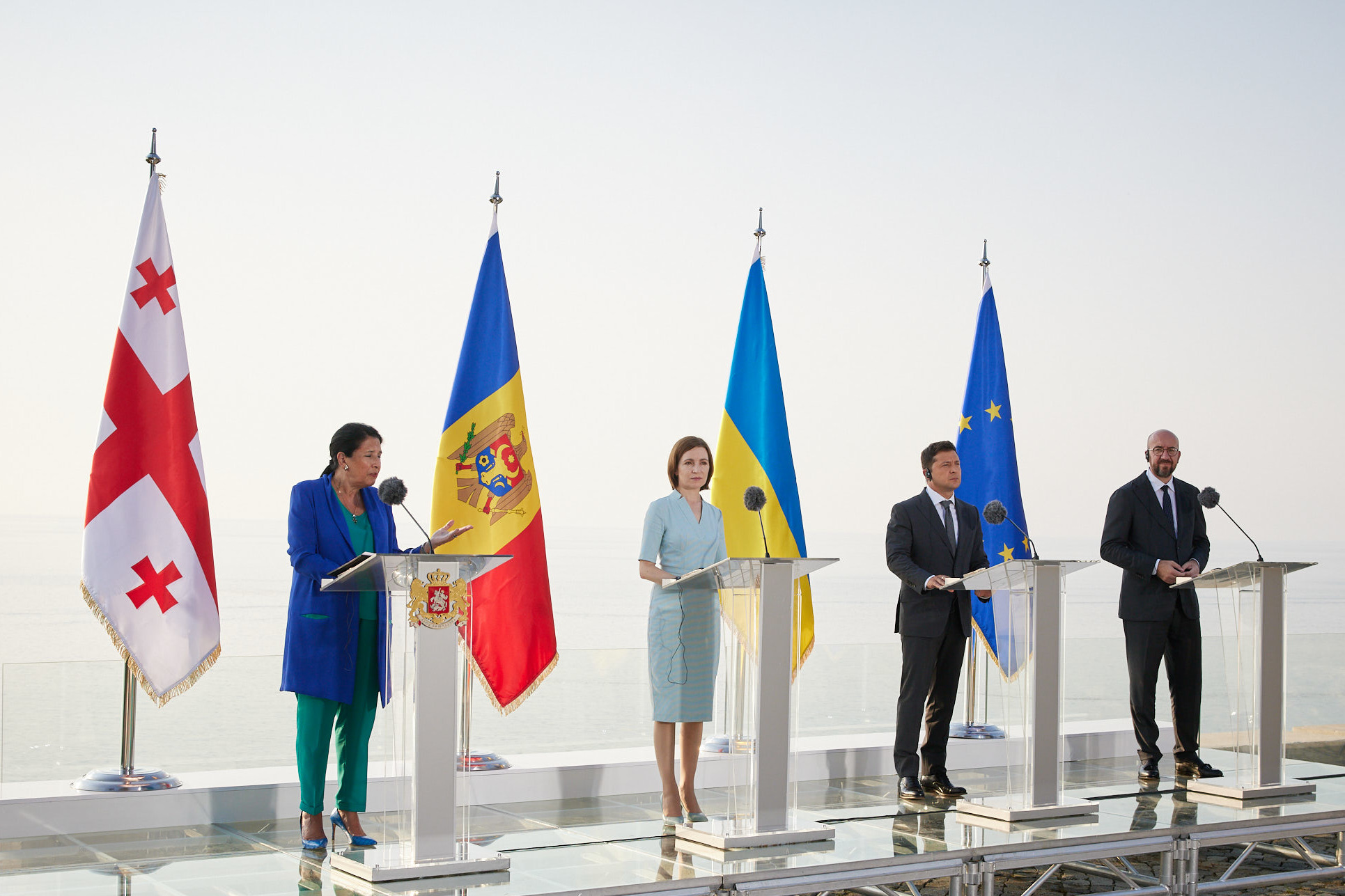
Salomé Zourabichvili, la presidenta de Moldavia, Maia Sandu, el presidente de Ucrania, Volodymyr Zelenskyy, y el presidente del Consejo Europeo, Charles Michel, durante la Conferencia Internacional de 2021 en Batumi.

### Política exterior
Como Presidenta de Georgia, Zurabichvili ha visitado muchos países donde ha representado a su país y defendido sus intereses, y se ha reunido con líderes extranjeros. El 25 de septiembre de 2019, Zurabichvili pronunció un discurso en el 74.º período de sesiones de la Asamblea General de las Naciones Unidas en Nueva York. En su discurso, habló sobre la ocupación, los procesos políticos en curso en Georgia, la atención médica y el cambio climático.

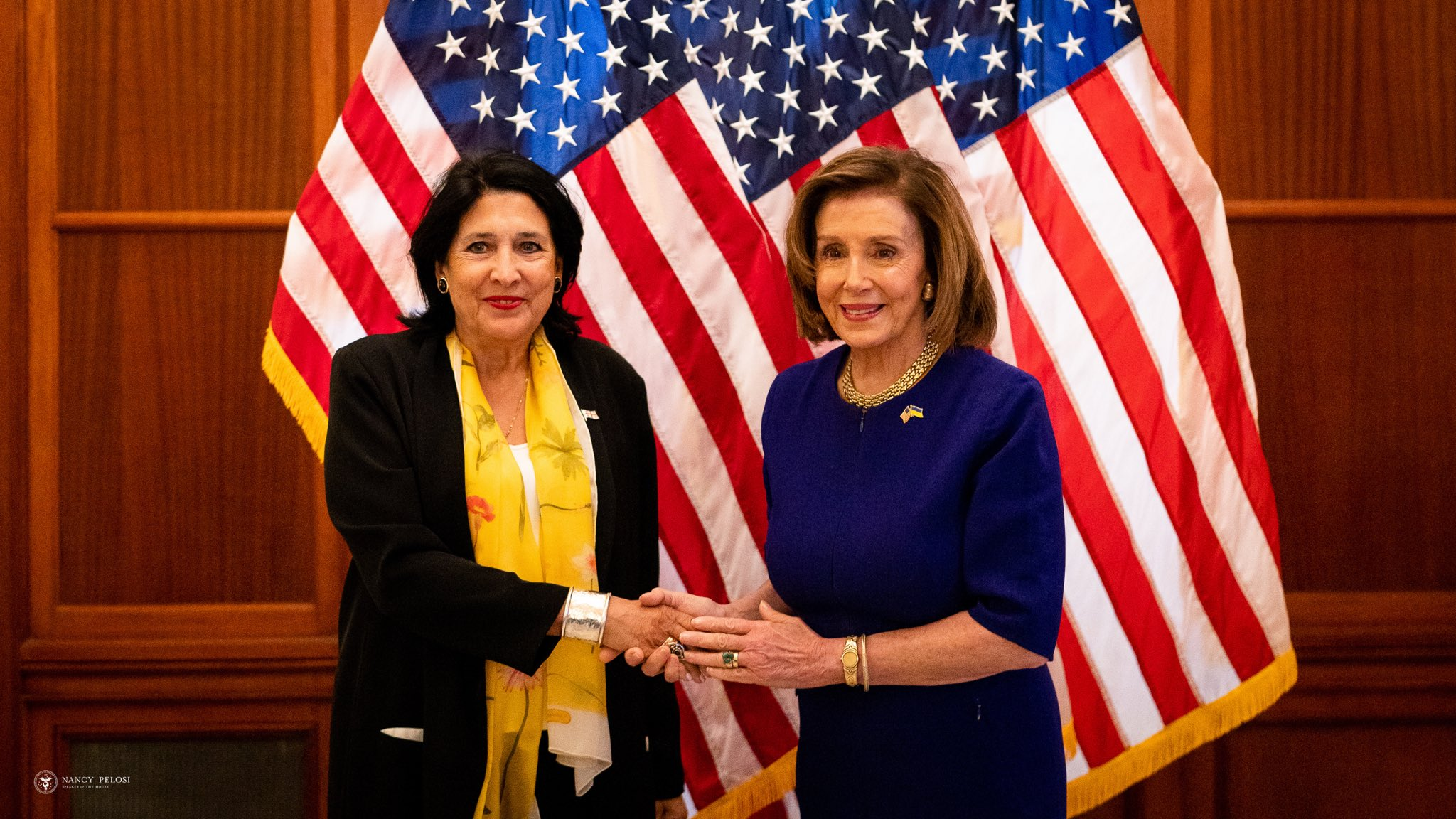
Zourabichvili con Nancy Pelosi.

En enero de 2020 visitó Bélgica y en febrero Francia y Afganistán. También ha visitado a los líderes de Ucrania, Armenia, Alemania, Polonia, Letonia, Azerbaiyán y muchos otros países.
La opinión popular en Georgia sobre Rusia se endureció tras la invasión rusa de Ucrania en febrero de 2022, y el 3 de marzo, junto con Moldavia, el país presentó una solicitud formal de adhesión a la UE. El presidente del partido, Sueño Georgiano, Irakli Kobakidze, pidió a los órganos de la UE que examinen la solicitud "de manera urgente y tomen la decisión de conceder a Georgia el estatus de candidato a la adhesión a la UE", mientras que Zurabichvili dijo: "Se puede intentar asustar a los países, pero eso no significa que se cambie su orientación, que se cambie su determinación de mantener su independencia".
Durante una entrevista con DW News en mayo de 2022, Zurabichvili afirmó que Georgia cumplía plenamente las sanciones financieras internacionales contra Rusia y quería un "camino más rápido y corto hacia la integración" en la OTAN y la UE. Señaló que tanto Francia bajo Macrón como Alemania bajo Scholz, habían cambiado su postura anterior a la guerra ruso-georgiana de agosto de 2008 y ahora habían adoptado políticas expansionistas.

### Conflictos con Sueño Georgiano
A pesar de haber recibido el respaldo del partido gobernante, Sueño Georgiano, durante las elecciones presidenciales de 2018, Zurabichvili se fue distanciando cada vez más del partido gobernante en los años siguientes, lo que llevó a un conflicto institucional del Presidente con el segundo gobierno de Garibashvili y el Parlamento. En al menos de dos ocasiones, el Gobierno prohibió a la Presidenta viajar al extranjero, impidiéndole visitar Ucrania, Polonia, Alemania y Francia. En marzo de 2023, el Gobierno anunció que presentaría dos demandas ante el Tribunal Constitucional contra la Presidenta por su decisión de realizar una visita no autorizada a Bruselas y París y por su negativa a firmar decretos directos que designaban a los candidatos a embajadores nominados por el Gobierno, antes de desestimar las demandas varios meses después. Zourabichvili ha utilizado cada vez más su poder de veto contra el Parlamento; por ejemplo, ha vetado el proyecto de ley que cambia la composición del Banco Nacional de Georgia, el proyecto de ley que extiende el alcance y los plazos de las investigaciones encubiertas y otros proyectos de ley.
El 1 de septiembre de 2023, el líder del partido Sueño Georgiano, Irakli Kobakhidze, anunció que su partido iniciaría un proceso de destitución contra Zurabichvili, alegando que la presidente había violado la constitución. Kobajidze afirmó que la Presidente violó el artículo 52, párrafo A, de la Constitución de Georgia, que estipula que el presidente de Georgia puede ejercer poderes representativos en las relaciones exteriores sólo con el consentimiento del Gobierno. Frente a esto, Zurabichvili lanzó una serie de visitas a Europa para reunirse con los líderes europeos a pesar de la negativa del gobierno a autorizar sus visitas. El 22 de septiembre se presentó ante el Tribunal Constitucional de Georgia, una petición firmada por 80 diputados parlamentarios para destituir al presidente Zourabichvili. El 3 de octubre, el Tribunal Constitucional abrió la audiencia de juicio político. El 16 de octubre de 2023, en el primer juicio político contra un presidente en la historia de Georgia, el Tribunal Constitucional de Georgia dictaminó que Zourabichvili violó la Constitución y autorizó al Parlamento a finalizar su juicio político. El 18 de octubre, el Parlamento celebró una votación para destituir a Zourabichvili, pero no logró reunir los 100 votos necesarios para destituirla: 86 votos a favor, 1 voto en contra y 57 abstenciones.
Antes de las elecciones parlamentarias de 2024, Shalva Papuashvili, presidente del Parlamento, anunció que los legisladores del partido Sueño Georgiano planeaban seguir adelante con la demanda contra Zuurabichvili por segunda vez. Los cargos fueron similares a los planteados en un intento fallido anterior, centrándose en sus visitas no autorizadas al extranjero. Aunque Sueño Georgiano no contó con los votos necesarios para destituirla, Papuashvili expresó su esperanza de que un nuevo parlamento pudiera aprobar con éxito la medida después de las elecciones. Sozar Subari, líder del partido satélite Sueño Georgiano, Poder del Pueblo, dijo a los medios que la demanda debería servir como un acto simbólico cuando el presidente viola la Constitución. Sostuvo que Zurabichvili debería dimitir en desgracia, ya que, según él, ya no representa al pueblo georgiano ni al Estado. Zurabichvili también advirtió que, si Sueño Georgiano consigue otro mandato, podría enfrentarse a un juicio político y a prisión

### Elecciones parlamentarias de 2024

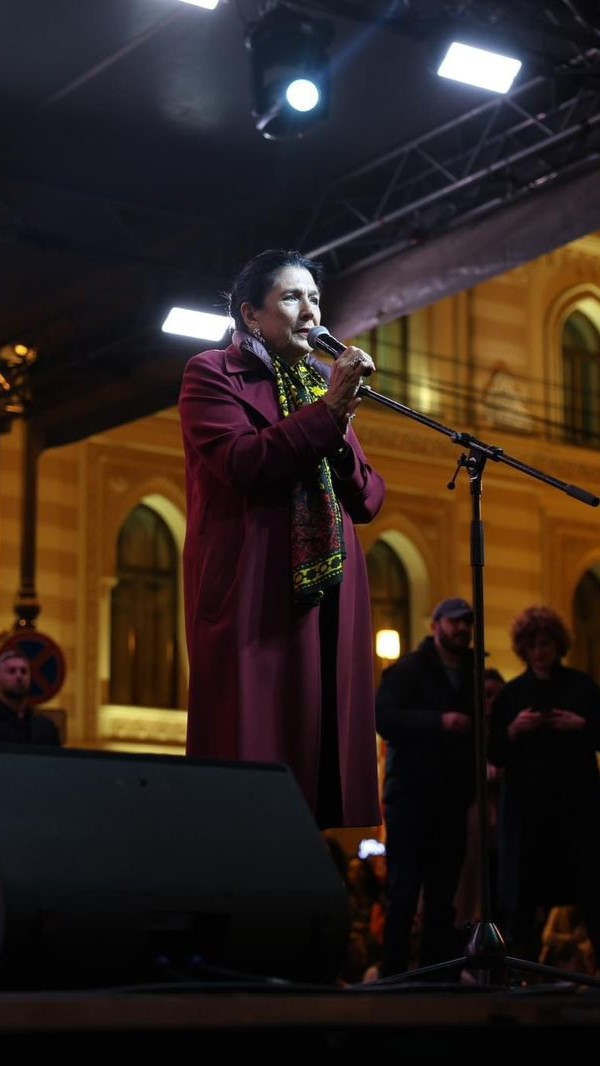
Zourabichvili dirigiéndose a los manifestantes proeuropeos el 20 de octubre de 2024.

Zurabichvili condenó el cambio de política exterior del gobierno, especialmente su creciente proximidad a Rusia. Advirtió que los ataques de Sueño Georgiano a los valores europeos y sus intentos de difundir teorías conspirativas sobre Occidente, como la noción de un "Partido de Guerra Globa" que orquesta conflictos globales, eran profundamente perjudiciales para el futuro de Georgia. A pesar de las crecientes amenazas de una nueva demanda y los esfuerzos por socavarla, Zurabichvili mantuvo su foco en la integración a la UE, afirmando que Georgia se encontraba en una encrucijada crítica, similar a su lucha por la independencia.
En febrero de 2022, Georgia solicitó formalmente su adhesión a la UE. En diciembre de 2023, la Unión Europea otorgó a Georgia el estatus de país candidato, pero enfatizó la necesidad de realizar reformas políticas clave para seguir avanzando en el proceso de membresía.
En abril de 2024, el primer ministro Irakli Kobajidze acusó públicamente a Zurabichvili der ser una "traidora", después de que ella expresara su apoyo a las protestas masivas en contra de una ley controvertida. La legislación exigía que las organizaciones de la sociedad civil y los medios de comunicación que recibieran el 20% o más de su financiación de fuentes extranjeras se registraran como “organizaciones que sirven a los intereses de una potencia extranjera”. Los críticos la denominaron “ley rusa” debido a sus similitudes con la legislación rusa, argumentaron que socavaba las aspiraciones de Georgia a la UE y reflejaba un preocupante cambio hacia la influencia de Moscú. Aunque Zourabichvili vetó la ley, la mayoría parlamentaria del Sueño Georgiano revocó su veto y la ley entró en vigor el 1 de agosto de 2024.
En respuesta a estos acontecimientos, Zurabichvili se presentó como defensora de los valores democráticos de Georgia y de la integración a la UE. En mayo de 2024, desempeñó un papel clave al facilitar la firma de la Carta de Georgia, un documento político que une a los grupos de oposición en su compromiso de apoyar un gobierno interino después de las elecciones parlamentarias de octubre. Este gobierno propuesto priorizó el avance de las reformas necesarias para la membresía en la UE y la derogación de la controvertida ley.
El 12 de octubre, Zurabichvili anunció su plan de presentar un gobierno técnico antes de las elecciones parlamentarias e instó a las cuatro principales alianzas de la oposición (Unidad, Coalición para el Cambio, Georgia Fuerte y Para Georgia) a confirmar su compromiso con la Carta de Georgia. Destacó la Carta como un plan de acción para garantizar la integración de Georgia en la UE, evitar el retorno a la influencia rusa y asegurar el progreso del país. Zourabichvili declaró que se había reunido con líderes europeos que prometieron apoyar el camino de Georgia hacia la UE si la Carta se implementaba plenamente. Si bien observó un amplio apoyo entre las fuerzas políticas, destacó las diferentes interpretaciones de un punto de la Carta que le exige proponer el gobierno responsable de su implementación. Subrayó la necesidad de que exista un gobierno neutral y técnico durante esta etapa de transición y pidió a todas las partes que demostraran su compromiso con la Carta tanto en espíritu como en acción.
También abogó por una mayor unidad entre las fuerzas de oposición proeuropeas, centrándose en la fusión de la coalición Georgia Fuerte con el partido Para Georgia. Zurabishvili enfatizó que esta coalición serviría como un “tercer centro positivo” para brindar claridad y dirección a los votantes indecisos con inclinaciones opositoras. Ella facilitó las discusiones invitando a ambos líderes a la residencia presidencial. Sin embargo, a pesar de sus esfuerzos, las negociaciones finalmente fracasaron.
Los esfuerzos diplomáticos de Zourabishvili fueron respaldados por los líderes europeos, quienes expresaron su apoyo a las aspiraciones de Georgia de ingresar a la UE. En el aniversario de la invasión rusa de Georgia en 2008, el presidente estadounidense, Joe Biden, expresó su solidaridad con Zurabishvili y criticó las acciones del gobierno georgiano, que consideró incompatibles con los estándares de la UE y la OTAN.

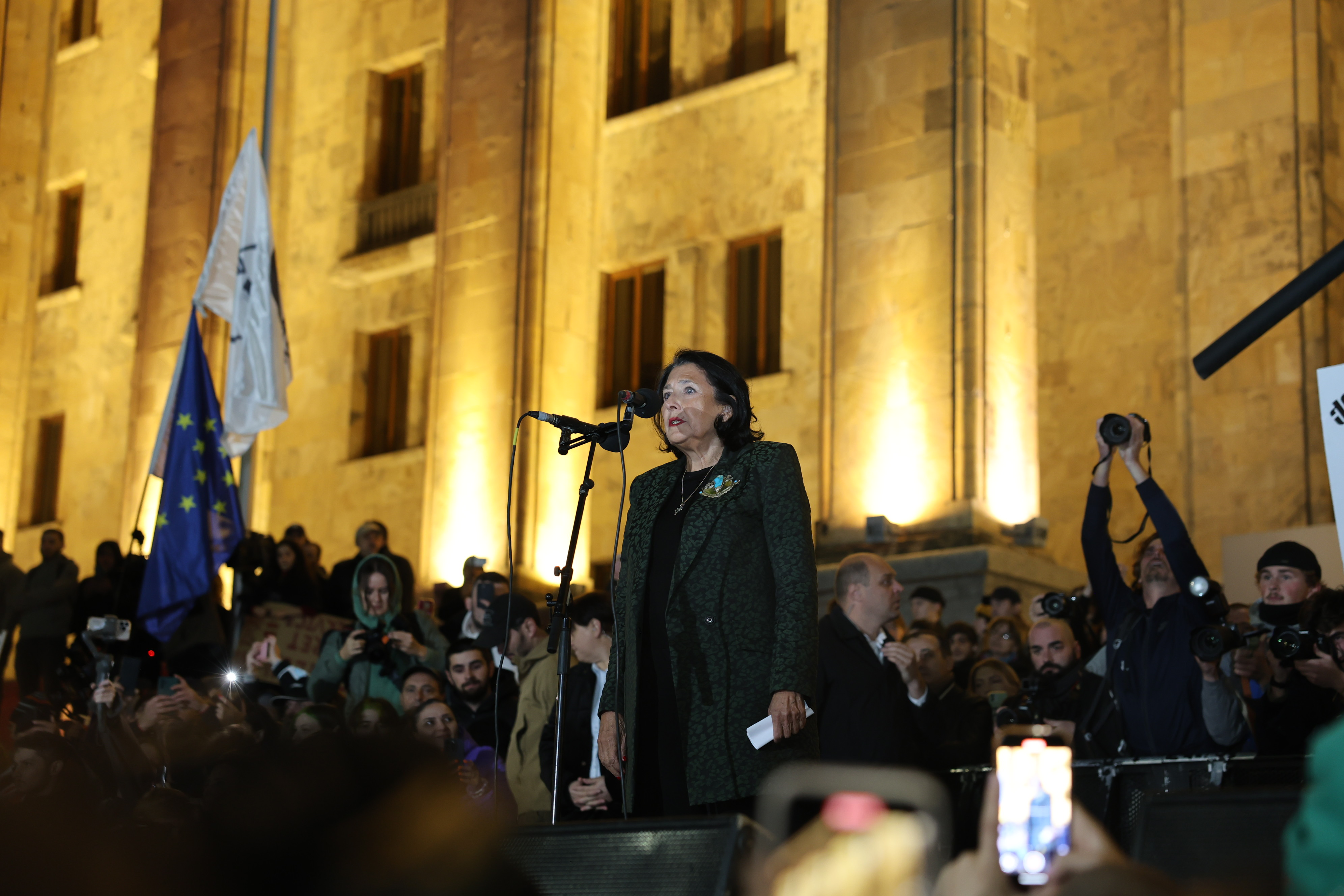
Salomé Zurabichvili da un discurso en apoyo a las manifestaciones contra los resultados electorales, durante la noche del 28 de octubre de 2024.

### Crisis política de 2024-presente
Tras las elecciones parlamentarias del 26 de octubre de 2024, Zurabichvili anunció que no reconocería los resultados. La comisión electoral del país declaró ganador al partido Sueño Georgiano, logrando así una mayoría parlamentaria. Sin embargo, los partidos pro-UE cuestionaron los resultados y los observadores electorales europeos informaron incidentes de intimidación e irregularidades durante el proceso electoral.
Durante una conferencia de prensa el 27 de octubre de 2024, Zurabichvili declaró que las elecciones no podían ser reconocidas, equiparando el reconocimiento de los resultados a la aceptación de la subordinación de Georgia a Rusia. Subrayó que el futuro europeo de Georgia no puede verse comprometido y calificó los resultados electorales de “falsificación total”, describiendo el proceso como una operación especial rusa. Zourabichvili hizo un llamamiento a los aliados internacionales para que apoyen a la oposición prooccidental e instó a los ciudadanos a unirse a ella en protestas masivas en la Plaza de la Libertad de Tiflis, en la avenida Rustaveli, para oponerse a los resultados electorales y a lo que ella caracterizó como influencia rusa.
Tras sus acusaciones, la Fiscalía de Georgia inició una investigación y citó a Zurabichvili a un interrogatorio. Zourabichvili se negó a cooperar, afirmando que “no es el papel del presidente proporcionar pruebas que ya son visibles para el público”. Zourabichvili hizo referencia a informes y filmaciones de ONG's, observadores y ciudadanos que, en su opinión, demostraban claramente un fraude electoral sistemático.
El 18 de noviembre, presentó una demanda ante el Tribunal Constitucional solicitando la anulación de los resultados de las elecciones parlamentarias. Un comunicado de su oficina declaró que los resultados electorales eran «inconstitucionales», citando violaciones de los principios de universalidad y secreto y boicoteó la apertura del nuevo parlamento el 25 de noviembre.
Después de que el gobierno del Sueño Georgiano del primer ministro Kobajidze anunciara la suspensión de las negociaciones de adhesión de Georgia a la Unión Europea hasta 2028, calificó de «ilegítimo» al nuevo parlamento y apoyó las protestas contra la suspensión, añadiendo que no dimitiría como presidenta al expirar su mandato en diciembre hasta que se celebraran nuevas elecciones. Kobajidze respondió afirmando que «Zourabichvili será destituida por la fuerza si no acepta los resultados».

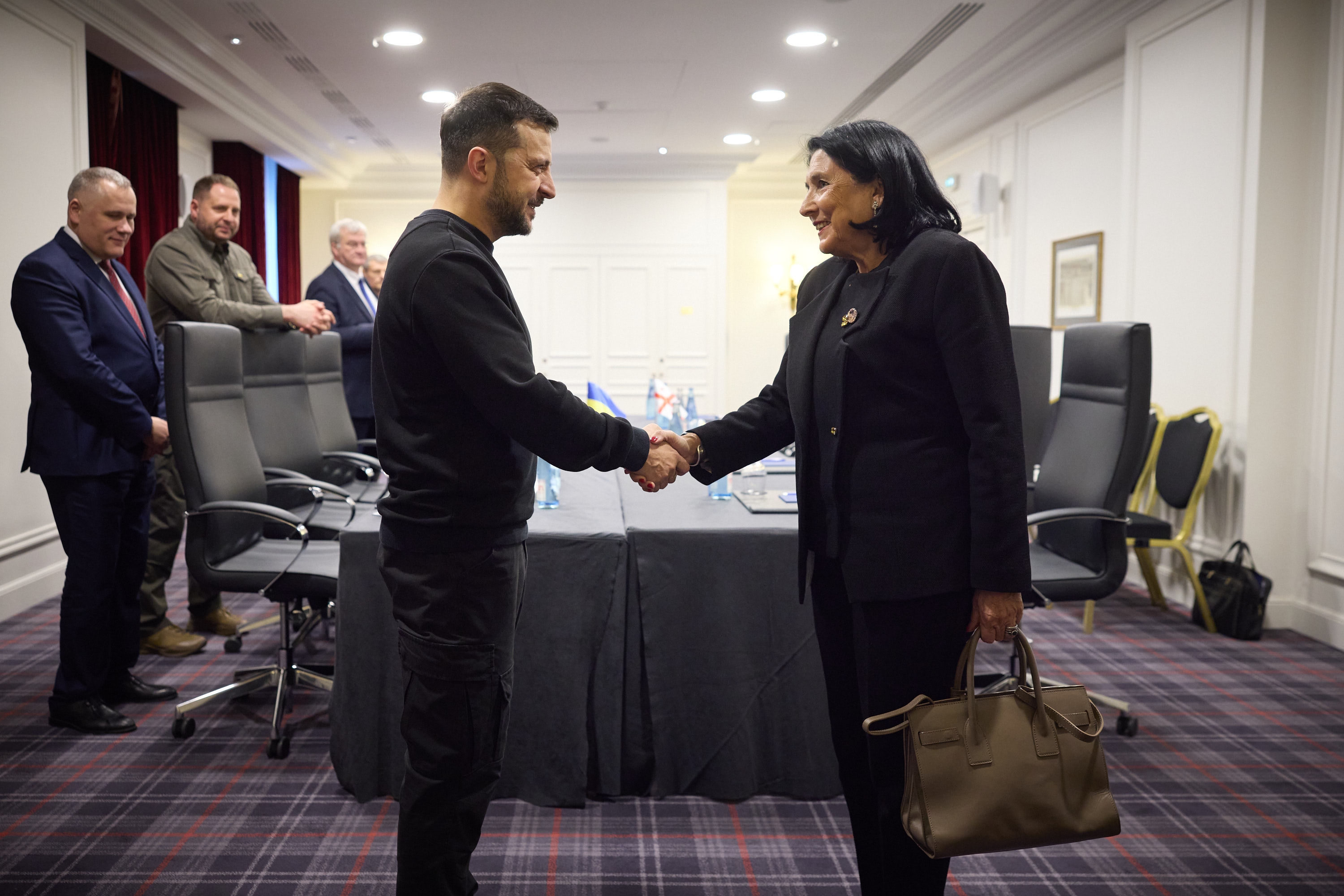
Volodímir Zelenski y Salomé Zurabichvili durante una reunión en París.

El 8 de diciembre, se reunió con el presidente electo de Estados Unidos, Donald Trump, y el presidente francés, Emmanuel Macron en París. Compartió detalles de la reunión en X (antigua Twitter), donde destacó una «discusión en profundidad» sobre las elecciones amañadas y la «represión alarmante» en Georgia. Además enfatizó la necesidad de un Estados Unidos fuerte y expresó gratitud por el apoyo de Trump, llamándolo amigo del pueblo georgiano. Zurabichvili también se reunió con Elon Musk, quien había sido designado por Trump para dirigir el nuevo Departamento de Eficiencia Gubernamental. Describió el intercambio como excelente y expresó su expectativa por la visita de Musk a Georgia. Durante su estancia en París, también mantuvo conversaciones con la primera ministra italiana, Giorgia Meloni, y el presidente ucraniano, Volodímir Zelenski sobre la situación actual en Georgia.
El 15 de diciembre, informó en X que mantuvo una reunión con el presidente del Consejo Europeo, António Costa, a quien le aseguró que «la única salida pacífica a la crisis es la convocatoria a nuevas elecciones».

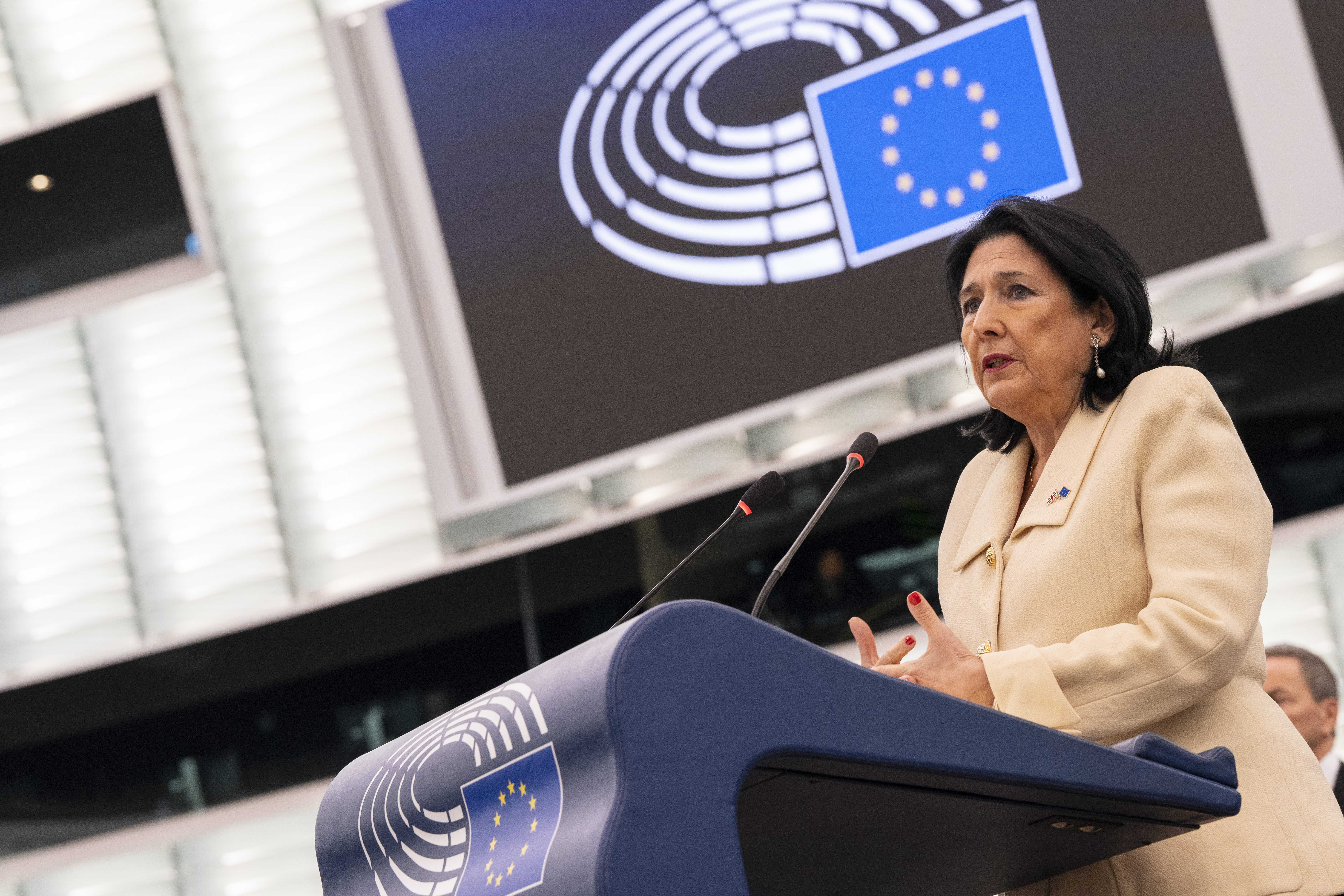
Zurabishvili hablando ante el Parlamento Europeo, 17 de diciembre de 2024.

El 17 de diciembre, viajó a la ciudad francesa de Estrasburgo, para participar en el pleno del Parlamento de la Unión Europea para dar un discurso, en el que solicitó a la organización un mayor apoyo a las manifestaciones que exigen nuevas elecciones y ejerza presión contra el gobierno georgiano en forma de sanciones económicas para lograr «una salida pacífica a la crisis».

Europa no ha estado a la altura. Saben que los georgianos están luchando y siguen esperando que Bruselas tome medidas contundentes, y lo mismo de Washington. Europa es el mayor donante de Georgia, y el mayor mercado de Georgia. Si Europa no puede ejercer influencia sobre un país de 3,7 millones de habitantes, ¿cómo puede esperar competir con los gigantes del siglo XXI? (...) "Europa tiene que pedir unas nuevas elecciones como único camino a la paz. O hay nuevas elecciones, o acabaremos en un lugar muy distinto del actual (...) No nos vamos a comparar con Ucrania, que está luchando con valentía. Pero nosotros estamos en terreno movedizo. Luchando, no con armas, pero en las calles (...) Espero que no tengamos que esperar a que se produzca una crisis más profunda para que Europa actúe
Salomé Zurabichvili

El 22 de diciembre, Kobajidze amenazó con ordenar la detención de Zurabichvili en el caso de que se atreva a convocar nuevas elecciones o si se niega a abandonar la residencia presidencial el 29 de diciembre.
El 29 de diciembre, Míjeil Kavelashvili prestó juramento como nuevo presidente de Georgia durante una ceremonia de investidura en el Parlamento de Tiflis. Mientras se realizaba la toma de posesión, cientos de manifestantes protestaron frente al parlamento para mostrar su oposición a su mandato, los opositores sonaron silbatos y mostraron tarjetas rojas en referencia a su carrera como exjugador de fútbol. Salomé Zurabichvili abandonó el palacio presidencial, aunque hasta hacía unas pocas horas declaró que no abandonaría el cargo ni el palacio presidencial, y se unió a sus partidarios, donde declaró: «soy la única presidenta legítima de Georgia (...) Nada a cambiado, esté yo o no en la residencia. Esta residencia presidencial fue un símbolo mientras estuvo en ella un presidente legítimo».
El 9 de enero de 2025, Zourabichvili celebró una conferencia de prensa en su nueva oficina ubicada en la calle Chovelidze, declaró que seguiría trabajando para resolver la crisis, reuniéndose con políticos georgianos y con líderes internacionales. Afirmó que asistiría a la toma de posesión de Donald Trump y celebraría reuniones de alto nivel en Washington. Describió al estado georgiano como «prácticamente al borde del colapso», con el control del estado por un solo partido y una sola persona. Afirmó que seguía siendo presidenta y que lo seguiría siendo hasta que se pudieran celebrar nuevas elecciones. El 17 de enero llegó a Washington. Al día siguiente, se reunió con el Secretario de Estado de la administración entrante de Trump, Marco Rubio, el nuevo Secretario de Defensa, Pete Hegseth, y con Donald Trump Jr. así como con representantes del Instituto Republicano Internacional.

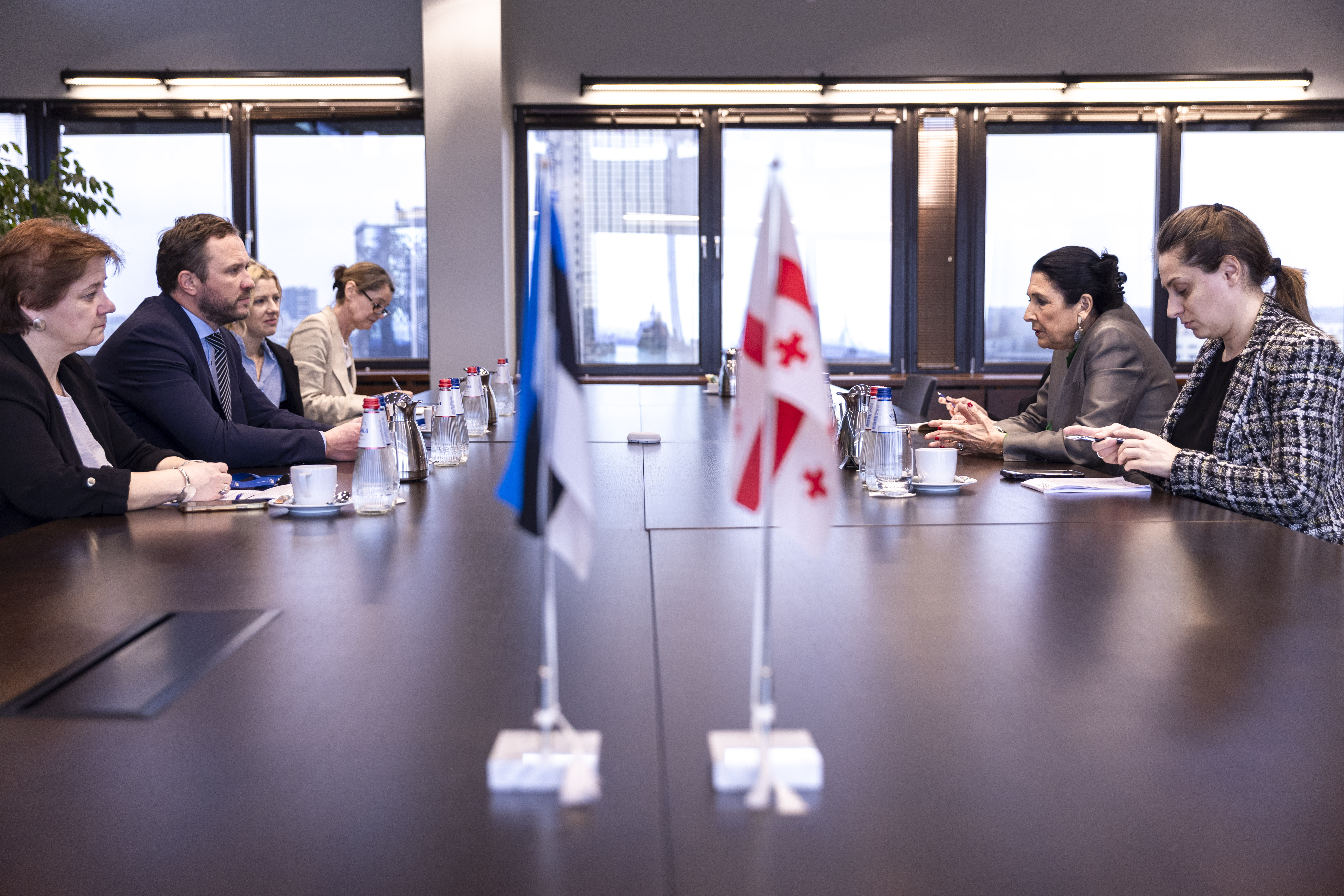
Embajador de Estonia sostiene una reunión con Zurabishvili en marzo de 2025.

En una resolución adoptada el 13 de febrero de 2025, el Parlamento Europeo se negó a reconocer a las «autoproclamadas autoridades del Sueño Georgiano tras las elecciones parlamentarias amañadas del 26 de octubre de 2024», incluido el recién nombrado presidente Mikheil Kavelashvili, y pidió a la comunidad internacional que se uniera al boicot a la élite gobernante de Georgia. Los eurodiputados siguieron reconociendo a Salomé Zourabichvili como presidenta legítima de Georgia e instaron al presidente del Consejo Europeo, António Costa, a invitarla a representar al país en las próximas reuniones del Consejo Europeo y de la Comunidad Política Europea. Los eurodiputados pidieron al Consejo y a los Estados miembros de la UE que impusieran sanciones personales a los funcionarios georgianos.

## Vida personal
Divorciada de Nicolas Gorjestani, economista que trabaja en el Banco Mundial, tiene dos hijos, Kethevane, periodista franco-estadounidense, y Teymouraz, diplomático. Posteriormente se casó con el periodista y escritor georgiano opositor de la era soviética Janri Kashia, refugiado político en Francia en 1982, muerto en 2012.